# Ribe Amts Tidendes Kolonnemarch i Varde 6. marts 1932
|  | Denne artikel er oprettet af botten Steenthbot ud fra en ekstern database. Den kan derfor have sproglige fejl eller mangler. Denne skabelon kan fjernes efter kontrol af indholdet. |

Ribe Amts Tidendes Kolonnemarch i Varde 6. marts 1932 er en dansk dokumentarisk optagelse fra 1932.

## Handling
Søndag den 6. marts 1932 afholder Ribe Amts Tidende kolonnemarch i Varde. Kolonnemarch er en sportsgren, der opstod i 1930'erne, og den vandt indpas i hele landet. Sporten er inspireret af marcher i Tyskland og kan bedst beskrives som en slags kapgang på tid. Vardemarchen er også på tid, og her deltager grupper, udklædte, mænd, kvinder og børn. Den begynder på Varde Torv og fortsætter ud på de sneglatte landeveje for så at slutte på Torvet igen. Her poserer flere af konkurrencens deltagere foran kameraet - herunder vinderne af marchen, der har fået overrakt en pokal. Trods sne og kulde er der mødt mange mennesker op for at se begivenheden.